# 하가 유이
하가 유이(일본어: 葉賀ユイ)는 일본의 만화가이자 삽화가이다.

## 작품 목록

### 만화
- 미라클 판챠 (만화 데뷔작. 완결. 전격 마왕에서 연재. 《롯테의 장난감!》단행본 제 4권 수록)
- 롯테의 장난감! (전격 마왕, 완결)

### 삽화
- 바보와 시험과 소환수 (삽화 담당)

### 원화
- Remel
- 忍ちっく☆はぁと (Kiss next)
- 마법과 H와의 관계 (우인도미루)
- 허밋 콤플렉스

### SD 원화
- 해피너스! (우인도미루)